# Mistrzostwa Oceanii w Lekkoatletyce 2012
12. Mistrzostwa Oceanii w Lekkoatletyce – zawody lekkoatletyczne, które odbyły się na stadionie Barlow Park w Cairns od 27 do 29 czerwca 2012 roku. Cairns po raz drugi było gospodarzem tych mistrzostw, poprzednio gościło lekkoatletów w 2010. Podobnie jak w poprzednich mistrzostwach rywalizacja odbywała się w dwóch grupach regionalnych – wschodniej i zachodniej. W każdej z nich startowali zawodnicy z 10 reprezentacji krajów skupionych w Oceania Athletics Association.

## Region zachodni
W grupie regionalnej zachodniej startowali zawodnicy z następujących reprezentacji: Australia, Guam, Kiribati, Mariany Północne, Mikronezja, Nauru, Papua-Nowa Gwinea, Vanuatu, Wyspy Marshalla i Wyspy Salomona. Dodatkowo odrębną reprezentację stanowili lekkoatleci z Australii Północnej (złożonej z zawodników z Terytorium Północnego i północnej części Queenslandu). Poza konkursem wystąpili zawodnicy z Japonii oraz niektórzy lekkoatleci australijscy.
Chód na 10 000 metrów mężczyzn był konkurencją pokazową i nie był wliczany do klasyfikacji medalowej.

### Rezultaty
| WR - rekord świata \| CR - rekord mistrzostw \| NR - rekord kraju \| AR - rekord kontynentu                    |
| SB - najlepszy wynik w sezonie \| WL - najlepszy tegoroczny wynik na listach światowych \| PB - rekord życiowy |
| NJR - rekord kraju w kategorii juniorów \| NUR – rekord kraju w kategorii młodzieżowców                        |

#### Mężczyźni
| Konkurencja:                  | Złoto                                                                                 | Wynik    | Srebro                                                                      | Wynik    | Brąz                                                                                  | Wynik    |
| Bieg na 100 m                 | Joe Matmat                                                                            | 11,06    | Reginald Worealevi                                                          | 11,08    | Kendy Kenneth                                                                         | 11,28    |
| Bieg na 200 m                 | James Grimm                                                                           | 21,57    | Paul Pokana                                                                 | 22,13    | Luke Grimley Joe Matmat                                                               | 22,14    |
| Bieg na 400 m                 | Ethan Millward                                                                        | 47,54    | Jackson Mallory                                                             | 47,87    | Kevin Kapmatana                                                                       | 48,65    |
| Bieg na 800 m                 | Harris Scouller                                                                       | 1:52,76  | Arnold Sorina                                                               | 1:53,33  | Derek Mandell                                                                         | 1:56,31  |
| Bieg na 1500 m                | Derek Mandell                                                                         | 4:02,81  | Michael Ryde                                                                | 4:12,47  | / Billy Bragg                                                                         | 4:14,94  |
| Bieg na 5000 m                | / Darren Peacock                                                                      | 16:13,19 | Christopher Magtoto                                                         | 16:26,54 | / Paulo Dejesus                                                                       | 16:35,75 |
| Bieg na 10 000 m              | Christopher Magtoto                                                                   | 34:17,44 | Tony Gordon                                                                 | 36:37,82 | –                                                                                     | –        |
| Bieg na 110 m przez płotki    | Greg Eyears                                                                           | 14,69    | Sean Kweifio-Okai                                                           | 15,77    | Michael Herreros                                                                      | 17,32    |
| Bieg na 400 m przez płotki    | Jeofry Limtiaco                                                                       | 57,57    | Nathan McConchie                                                            | 58,22    | Michael Herreros                                                                      | 1:05,85  |
| Bieg na 3000 m z przeszkodami | Anthony Lynch                                                                         | 10:43,68 | –                                                                           | –        | –                                                                                     | –        |
| Sztafeta 4 × 100 m            | Papua-Nowa Gwinea · Reginald Worealevi · Kevin Kapmatana · Solomon Kaiap · Joe Matmat | 42,30    | Australia · Sean Kweifio-Okai · James Grimm · Luke Grimley · Greg Eyears    | 42,59    | Vanuatu · Daniel Philimon · Kendy Kenneth · George Vingaria Molisingi · Westly Faerua | 45,37    |
| Sztafeta 4 × 400 m            | Australia · Ethan Millward · Luke Grimley · James Grimm · Jackson Mallory             | 3:12,56  | Papua-Nowa Gwinea · Paul Pokana · John Rivan · Joe Matmat · Kevin Kapmatana | 3:15,60  | Vanuatu · Arnold Sorina · Tony Lulu · Westly Faerua · Kendy Kenneth                   | 3:32,21  |
| Chód na 5000 m                | Brandon Dewar                                                                         | 21:39,81 | Nicholas Dewar                                                              | 22:24,31 | –                                                                                     | –        |
| Chód na 10 000 m              | / Dane Bird-Smith                                                                     | 40,21    | Nicholas Dewar                                                              | 44,09    | Brandon Dewar                                                                         | 46:04    |
| Skok wzwyż                    | / Blake Acton                                                                         | 1,96     | David Jessem                                                                | 1,93     | Joel Mason                                                                            | 1,90     |
| Skok w dal                    | Scott Crowe                                                                           | 7,44     | Robert Stevens                                                              | 7,12     | Anthony Di Quinzio                                                                    | 6,67 w   |
| Trójskok                      | Alex Lorraway                                                                         | 15,32    | Daniel Pagnoccolo                                                           | 14,20    | Anthony Di Quinzio                                                                    | 13,98    |
| Pchnięcie kulą                | Joseph Dabana                                                                         | 13,53    | Michael Day                                                                 | 12,58    | Raobu Tarawa                                                                          | 12,35    |
| Rzut dyskiem                  | Michael Day                                                                           | 40,16    | Joseph Dabana                                                               | 38,99    | Raobu Tarawa                                                                          | 38,03    |
| Rzut młotem                   | Joseph Dabana                                                                         | 27,21    | –                                                                           | –        | –                                                                                     | –        |
| Rzut oszczepem                | Calumn Hockey                                                                         | 46,70    | –                                                                           | –        | –                                                                                     | –        |

#### Kobiety
| Konkurencja:               | Złoto                                                                                 | Wynik    | Srebro                                                                               | Wynik    | Brąz                                                                                 | Wynik   |
| Bieg na 100 m              | Lovelite Detenamo                                                                     | 12,28    | Larissa Chambers                                                                     | 12,29    | Yvonne Bennet                                                                        | 13,20   |
| Bieg na 200 m              | Larissa Chambers                                                                      | 24,70    | / Amanda Morris                                                                      | 25,98    | Yvonne Bennet                                                                        | 27,04   |
| Bieg na 400 m              | Donna Koniel                                                                          | 56,17    | Tamara Tisdall                                                                       | 57,14    | Sarah Salmon                                                                         | 57,89   |
| Bieg na 800 m              | / Kate Johnston                                                                       | 2:12,38  | Haley Nemra                                                                          | 2:16,04  | Donna Koniel                                                                         | 2:16,41 |
| Bieg na 1500 m             | / Kate Johnston                                                                       | 4:32,16  | Olivia Lucas                                                                         | 4:47,15  | Amy Atkinson                                                                         | 4:57,76 |
| Bieg na 5000 m             | Hilda Mabe                                                                            | 22:03,24 | –                                                                                    | –        | –                                                                                    | –       |
| Bieg na 400 m przez płotki | Donna Koniel                                                                          | 1:01,54  | Sarah Salmon                                                                         | 1:06,37  | Kristy Hirschhausen                                                                  | 1:24,07 |
| Sztafeta 4 × 100 m         | Australia · Tamara Tisdall · Allyson Nankivell · Courtney Geraghty · Larissa Chambers | 49,55    | Papua-Nowa Gwinea · Adrine Monagi · Donna Koniel · Tehilah Womola · Priscilla Samuel | 50,65    | Mariany Północne · Reylynn Sapong · Rachel Abrams · Liamwar Rangamar · Yvonne Bennet | 53,79   |
| Sztafeta 4 × 400 m         | Australia · Sarah Salmon · Zoe Bogiatzis · Nicole Gusman · Tamara Tisdall             | 4:00,81  | Papua-Nowa Gwinea · Donna Koniel · Poro Gahekave · Tehilah Womola · Tuna Tine        | 4:01,77  | –                                                                                    | –       |
| Chód na 5000 m             | Claire Tallent                                                                        | 21:57,48 | Kelly Ruddick                                                                        | 23:09,62 | –                                                                                    | –       |
| Chód na 10 000 m           | Claire Tallent                                                                        | 44:19    | Tanya Holliday                                                                       | 45:23    | Kelly Ruddick                                                                        | 49:39   |
| Skok wzwyż                 | Kristen Smith                                                                         | 1,68     | Anneke Turner                                                                        | 1,68     | / Teagan Harris                                                                      | 1,65    |
| Trójskok                   | Allyson Nankivell                                                                     | 13,31 w  | Rachael Smalley                                                                      | 11,38    | –                                                                                    | –       |
| Pchnięcie kulą             | Rebecca Direen                                                                        | 12,87    | –                                                                                    | –        | –                                                                                    | –       |
| Rzut dyskiem               | Claudia Steiner                                                                       | 38,81    | Phoebe Sloane                                                                        | 37,46    | –                                                                                    | –       |
| Rzut młotem                | Jacinta Faint                                                                         | 47,76    | / Madeleine MacFarlene                                                               | 41,55    | Codie Hockey                                                                         | 37,64   |

### Tabela medalowa
| Poz. | Państwo              |    |    |    | Razem |
| ---- | -------------------- | -- | -- | -- | ----- |
| 1.   | Australia            | 21 | 19 | 8  | 48    |
| 2.   | Papua-Nowa Gwinea    | 4  | 6  | 3  | 13    |
| 3.   | / Australia Północna | 4  | 2  | 3  | 9     |
| 4.   | Guam                 | 3  | 1  | 4  | 8     |
| 5.   | Nauru                | 3  | 1  | 0  | 4     |
| 6.   | Wyspy Salomona       | 1  | 0  | 0  | 1     |
| 7.   | Vanuatu              | 0  | 1  | 3  | 4     |
| 8.   | Wyspy Marshalla      | 0  | 1  | 0  | 1     |
| 9.   | Mariany Północne     | 0  | 0  | 3  | 3     |
| 10.  | Kiribati             | 0  | 0  | 2  | 2     |
|      | Suma                 | 36 | 31 | 26 | 93    |

## Region wschodni
W grupie regionalnej wschodniej startowali zawodnicy z następujących reprezentacji: Fidżi, Niue, Norfolk, Nowa Kaledonia, Nowa Zelandia, Polinezja Francuska, Samoa, Samoa Amerykańskie, Tonga i Wyspy Cooka.

### Rezultaty
| WR - rekord świata \| CR - rekord mistrzostw \| NR - rekord kraju \| AR - rekord kontynentu                    |
| SB - najlepszy wynik w sezonie \| WL - najlepszy tegoroczny wynik na listach światowych \| PB - rekord życiowy |
| NJR - rekord kraju w kategorii juniorów \| NUR – rekord kraju w kategorii młodzieżowców                        |

#### Mężczyźni
| Konkurencja:                  | Złoto                                                                         | Wynik    | Srebro                                                                                      | Wynik    | Brąz              | Wynik    |
| Bieg na 100 m                 | Isaac Tatoa                                                                   | 10,65    | David Alexandrine                                                                           | 10,87    | Matthew Wyatt     | 11,19    |
| Bieg na 200 m                 | Roy Ravana                                                                    | 21,66    | David Alexandrine                                                                           | 22,02    | Epeli Ika         | 23,19    |
| Bieg na 400 m                 | Liam Mitchell                                                                 | 48,83    | Ratutira Narara                                                                             | 49,34    | –                 | –        |
| Bieg na 800 m                 | Adrien Kela                                                                   | 1:55,82  | Emosi Bure                                                                                  | 2:02,86  | Penetekoso Fale   | 2:13,60  |
| Bieg na 1500 m                | Adrien Kela                                                                   | 4:04,53  | Theo Houdret                                                                                | 4:15,20  | Emosi Bure        | 4:27,01  |
| Bieg na 5000 m                | Nordine Benfodda                                                              | 15:57,90 | Gilles Brouillaud                                                                           | 16:52,43 | Sébastien Guesdon | 17:03,92 |
| Bieg na 3000 m z przeszkodami | Theo Houdret                                                                  | 10:13,80 | Gilles Brouillaud                                                                           | 10:47,19 | –                 | –        |
| Sztafeta 4 × 100 m            | Nowa Zelandia · Isaac Tatoa · Liam Mitchell · Blair Grant · Matthew Wyatt     | 41,91    | Tonga · Sione Talanoa · Leveni HuʻAvi · Siueni Filimone · Epeli Ika                         | 43,16    | –                 | –        |
| Sztafeta 4 × 400 m            | Nowa Zelandia · William Cowper · Matthew Wyatt · Philip Wyatt · Liam Mitchell | 3:23,28  | Polinezja Francuska · Raihau Maiau · Teiva Brinkfield · Namataiki Tevenino · Grégory Bradai | 3:32,30  | –                 | –        |
| Skok wzwyż                    | Raihau Maiau                                                                  | 1,85     | Daniel Griffiths                                                                            | 1,74     | –                 | –        |
| Skok w dal                    | Raihau Maiau                                                                  | 7,42 w   | Matthew Wyatt                                                                               | 6,81     | –                 | –        |
| Trójskok                      | Scott Thompson                                                                | 14,74    | –                                                                                           | –        | –                 | –        |
| Pchnięcie kulą                | Emanuele Fuamatu                                                              | 18,26    | Jerram Huston                                                                               | 14,89    | Damian Smuts      | 14,62    |
| Rzut dyskiem                  | Alex Rose                                                                     | 56,29    | Marshall Hall                                                                               | 50,43    | Damian Smuts      | 41,02    |
| Rzut młotem                   | Alex Rose                                                                     | 51,10    | Damian Smuts                                                                                | 49,50    | –                 | –        |

#### Kobiety
| Konkurencja:                  | Złoto                                                                              | Wynik    | Srebro                                                                                  | Wynik    | Brąz            | Wynik |
| Bieg na 100 m                 | Larissa Dyke                                                                       | 12,32    | Zoe Ballantyne                                                                          | 12,46    | Nneka Okpala    | 12,58 |
| Bieg na 200 m                 | Zoe Ballantyne                                                                     | 24,97    | Suliana Gusuivalu                                                                       | 25,35    | Larissa Dyke    | 25,85 |
| Bieg na 400 m                 | Suliana Gusuivalu                                                                  | 57,14    | –                                                                                       | –        | –               | –     |
| Bieg na 1500 m                | Christina Taylor                                                                   | 4:40,21  | –                                                                                       | –        | –               | –     |
| Bieg na 5000 m                | Elodie Mevel                                                                       | 20:27,63 | Isabelle Oblet                                                                          | 20:46,84 | –               | –     |
| Bieg na 10 000 m              | Elodie Mevel                                                                       | 42:43,71 | –                                                                                       | –        | –               | –     |
| Bieg na 100 m przez płotki    | Zoe Ballantyne                                                                     | 14,51    | –                                                                                       | –        | –               | –     |
| Bieg na 400 m przez płotki    | Zoe Ballantyne                                                                     | 1:01,63  | –                                                                                       | –        | –               | –     |
| Bieg na 3000 m z przeszkodami | Christina Taylor                                                                   | 11:21,94 | Isabelle Oblet                                                                          | 13:11,12 | –               | –     |
| Sztafeta 4 × 100 m            | Fidżi · Mereseini Naidau · Suliana Gusuivalu · Elenoa Sailosi · Miriama Senokonoko | 49,72    | –                                                                                       | –        | –               | –     |
| Sztafeta 4 × 400 m            | Fidżi · Suliana Gusuivalu · Mereseini Naidau · Elenoa Sailosi · Miriama Senokonoko | 3:59,33  | Nowa Zelandia · Zoe Ballantyne · Katelyn Matthews · Ashleigh Sando · Maggie Unternahrer | 4:00,71  |                 |       |
| Chód na 5000 m                | Roseanne Robinson                                                                  | 24:34,24 | –                                                                                       | –        | –               | –     |
| Chód na 10 000 m              | Roseanne Robinson                                                                  | 49:43    | –                                                                                       | –        | –               | –     |
| Skok wzwyż                    | Vianca Du Toit                                                                     | 1,71     | –                                                                                       | –        | –               | –     |
| Trójskok                      | Nneka Okpala                                                                       | 12,85    | Greer Alsop                                                                             | 12,38 w  | –               | –     |
| Pchnięcie kulą                | Alexaraee Toeaina                                                                  | 11,44    | Atanasia Takosi                                                                         | 10,93    | –               | –     |
| Rzut dyskiem                  | Alexaraee Toeaina                                                                  | 48,99    | Claire Morgan                                                                           | 44,91    | Atanasia Takosi | 40,78 |
| Rzut młotem                   | Rebecca Hodgson                                                                    | 47,78    | Alexaraee Toeaina                                                                       | 41,98    | –               | –     |
| Rzut oszczepem                | Tori Peeters                                                                       | 42,21    | Claire Morgan                                                                           | 34,20    | –               | –     |

### Tabela medalowa
| Poz. | Państwo             |    |    |    | Razem |
| ---- | ------------------- | -- | -- | -- | ----- |
| 1.   | Nowa Zelandia       | 17 | 7  | 5  | 29    |
| 2.   | Nowa Kaledonia      | 4  | 8  | 2  | 14    |
| 3.   | Fidżi               | 4  | 3  | 1  | 8     |
| 4.   | Polinezja Francuska | 4  | 1  | 0  | 5     |
| 5.   | Samoa               | 3  | 0  | 1  | 4     |
| 6.   | Samoa Amerykańskie  | 2  | 3  | 0  | 5     |
| 7.   | Tonga               | 0  | 1  | 1  | 2     |
| 8.   | Norfolk             | 0  | 1  | 0  | 1     |
|      | Suma                | 34 | 24 | 10 | 68    |